# مردم ریوکیو
مردم ریوکیو (انگلیسی: Ryukyuan people) یک قومیت آسیای شرقی بومی جزایر ریوکیو هستند، که بین جزایر کیوشو و جغرافیای تایوان امتداد دارند.